# 翁岳生
翁岳生（1932年7月1日—），臺灣嘉義縣義竹鄉人，公法學者，曾任司法院大法官並為司法院院長。
1960年，國立臺灣大學法律學系畢業。1958年，通過司法官高等檢定考試。1961年，考取公費留學。1966年，取得德國海德堡大學法學博士學位。
1972年，翁岳生獲得提名為第三屆司法院大法官，成為中華民國司法界有史以來最年輕的大法官；其後連續擔任第三至六屆及其後不分屆次之大法官，也成為中華民國司法界任職屆次最多、時間最久的大法官。1999年至2007年擔任司法院院長。
2007年10月1日，卸任司法院院長、大法官職務。
翁岳生透過所執筆的大法官解釋、意見書及學術論著，自德國引介不少行政法理論到臺灣，對臺灣公法學界影響極大。

## 主要著作
- （1970年）
- 《行政法與現代法治國家》（1976年）
- 《法治國家之行政法與司法》（1994年）
- 《行政法》(上、下冊)（1998年編著，2000年再版，2006年三版，2020年7月4版）
- 《行政訴訟法逐條釋義》（2003年主編，2018年2版）

## 榮譽

### 中华民国勋章奖章
- 一等卿云勋章（2000年5月16日于台北总统府颁授[2]）
- 中正勋章（2007年11月30日于台北总统府颁授[3]）

### 外国勋章奖章
- 瓜地馬拉最高法院蓋沙達院長頒贈「優秀法官金質獎章」（2000年）

### 称号
- 英國高等法律研究學會（Society for Advanced Legal Studies）頒贈榮譽會員（2002年）

## 备注
1. ↑  出生日期经 ticket:2020072410001224 证实